# Varizenblutung
Als Varizenblutung bezeichnet man eine Blutung aus einer Krampfader. Betroffen sind dabei fast immer Venen an den Beinen (z. B. bei chronisch-venöser Insuffizienz) oder in der Speiseröhre. Nicht jede Blutung aus einer Vene ist gleichzeitig eine Varizenblutung.

## Speiseröhre
(Zu Entstehung und Auswirkungen siehe Hauptartikel Ösophagusvarizen)
Varizenblutung im Ösophagus können abhängig von ihrem Ausmaß völlig unterschiedliche Symptome auslösen. In leichten Fällen „merkt“ der Patient nichts davon, auffällig ist dann letztlich bloß ein Teerstuhl. In schweren Fällen kann jedoch auch ein Blutsturz auftreten, der rasch zu einem Schock führen kann und notfallmedizinisch in manchen Fällen nicht mehr beherrschbar ist.

## Beine

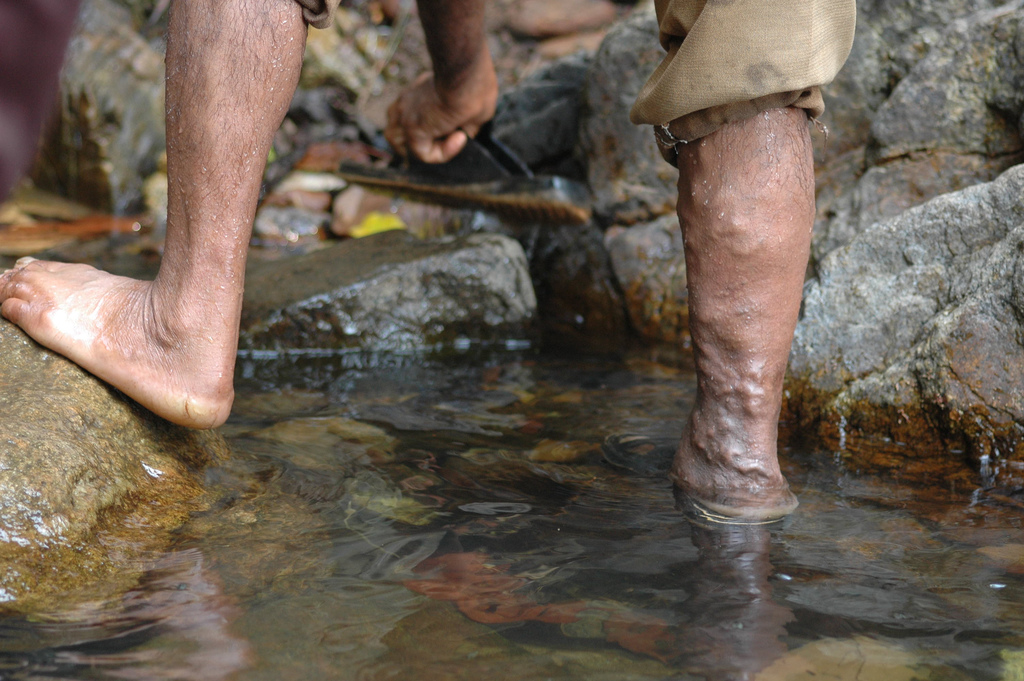
Krampfadern am Unterschenkel

(Zu Entstehung und Auswirkungen siehe Hauptartikel Chronisch-venöse Insuffizienz)
An den Beinen treten Varizenblutungen meist unfallbedingt auf. Ist die Haut über einer Krampfader jedoch bereits (vor allem bei jahrelang bestehender Varikosis) sehr dünn, dann kann bereits eine kleine Verletzung ausreichen.
Da in aufrechter Körperposition (beispielsweise Stehen) der venöse Druck des Blutes in den Varizen im Vergleich zu gesunden Venen deutlich erhöht ist, „spritzt“ das Blut plötzlich, fast wie bei einer arteriellen Blutung, aus der Wunde. Die Behandlung erfolgt deshalb durch ein Absenken des venösen Druckes ergänzt durch einen geeigneten Druckverband. Nimmt der Patient eine waagrechte Körperposition (ggf. mit hoch gelagertem Bein) ein, so sinkt der venöse Druck rasch und ein im Rahmen einer Erste-Hilfe-Maßnahme angewandter lokaler Druck(-verband) beendet die Blutung umgehend. Bleibt der Patient jedoch (beispielsweise vor Schreck) stehen, oder legt ein Tourniquet an, das zwar die venösen Gefäße staut, aber den arteriellen Zufluss nicht unterbindet, so kann auch eine Varizenblutung an den Beinen zu einem nennenswerten Blutverlust und dessen Folgen führen. Zur Behandlung einer Varizenblutung sind eine geeignete Kompressionstherapie oder auch kleine operative Maßnahmen wie die Unterbindung oder Entfernung der verletzten Krampfader geeignet. Als gefährdet erscheinende Bereiche des Beines sollten auch im Hinblick auf die Prophylaxe einer Varizenblutung ärztlich behandelt (Venenverödung oder Entfernung der Krampfadern) werden.